# Tod an der Ostsee
Tod an der Ostsee ist ein deutscher Kriminalfilm von Martin Enlen aus dem Jahr 2013 mit Maria Simon, Matthias Koeberlin, Ina Weisse, Justus von Dohnányi und Bernadette Heerwagen. Der Fernsehfilm entstand im Auftrag des ZDF und in Zusammenarbeit mit Arte.

## Handlung
Ralf Kossack ist vor kurzem aus Frankfurt am Main in den fiktiven Ort Bredersen in Vorpommern umgezogen. Bei der Fahrt durch das beschauliche Dorf erleidet er einen Krampf im Bein, verliert die Kontrolle über sein Fahrzeug und fährt in ein Spielgerät vor der Dorfbäckerei. Bei dem Unfall stirbt die kleine Lisa Hansen, das Wunschkind des Immobilienmaklers Stefan Hansen und seiner Frau Meike, die das Unglück beim Einkauf mitansehen muss. Noch vor dem Prozess gilt Kossack im Dorf als Mörder des kleinen Kindes. Seine Frau Evelyn verliert ihre Arbeit in der Bäckerei und seine beiden Kinder werden fortan gemieden: Der ältere Sohn Jan bekommt die Ablehnung der übrigen Kinder zu spüren; seine Freundin Julia trennt sich von ihm. Und auch seinem kleinen Bruder Lukas wird übel mitgespielt, als man ihm seinen Inhalator wegnimmt. Ihm zuliebe war die Familie an die Ostseeküste gezogen – in der Hoffnung, dass sich sein Gesundheitszustand durch das Reizklima verbessert.
Die Situation eskaliert nach der Beerdigung der kleinen Lisa, als nachts eine Fensterscheibe im Haus der Kossacks durch einen Pflasterstein zu Bruch geht, wodurch Lukas in Gefahr gebracht wird. Die Dorfpolizistin Sonja Paulsen untersucht den Fall und gerät dabei zwischen die Fronten. Sie wird angefeindet, weil sie versucht, den Verursacher des Übergriffs ausfindig zu machen. Kurz darauf wird Kossack tot im Garten aufgefunden. Er hatte versucht, das defekte Fenster im ersten Stock des Hauses zu reparieren. Die Dorfbewohner sind sich sicher, dass er von der Leiter gefallen sei und einen Unfall erlitten habe. Doch der herbeigerufene Arzt vermutet eine unnatürliche Todesart. Kossack wird nach Rostock gebracht und dort obduziert. Es stellt sich heraus, dass er kurz vor seinem Tod in eine Prügelei verwickelt war und durch einen Schlag mit einem stumpfen Gegenstand auf den Hinterkopf ums Leben kam. Außerdem wird festgestellt, dass Kossack an einem bislang noch nicht diagnostizierten Venenleiden litt und der schreckliche Unfall somit unvermeidlich war.
Paulsen erhält unerwünschte Verstärkung, als Stöversen, ein Beamter der Kriminalpolizei aus Rostock, sie bei der Aufklärung des Falls unterstützt. Gemeinsam suchen sie nach dem Mörder und stoßen dabei in dem vermeintlich idyllischen Dorf auf Trauer, Rachsucht und Fremdenfeindlichkeit. Außerdem fällt ihnen auf, dass die Beziehung zwischen den Hansens spätestens mit dem Tod der Tochter zerrüttet ist, als Meike Hansen ihrem Mann vor den Augen der beiden Polizisten ein Verhältnis mit einer Geliebten unterstellt. Außerdem wirft sie ihm vor, den Tod ihrer Tochter medial zu vermarkten, nachdem er einem regionalen Fernsehsender ein Interview gegeben hat. Als die beiden Polizisten beim Bruder von Meike Hansen eine Verletzung an dessen Hand feststellen, wird er verhaftet. Er gesteht die Schlägerei, will aber mit dem Mord nichts zu tun haben. Paulsen ermittelt weiter und schließlich gerät Evelyn unter Mordverdacht. Bei der Durchsuchung ihrer Garage finden sie in einem Versteck einen Hammer mit Blutspuren. Evelyn gesteht den Mord und wird verhaftet, während Hansens Bruder wieder freikommt. Doch Paulsen bleibt unsicher, ob sie den richtigen Täter ermittelt hat. Anhand einiger Strafzettel, die sie im Dorf verteilt hat, kann sie die Unschuld von Evelyn nachweisen. Sie befragt nun Jan, der schlussendlich den Mord an seinem Vater gesteht. Er warf seinem Vater vor, dass er für seine Tat um Entschuldigung hätte bitten müssen – nicht wissend, dass Kossack wenige Stunden vor seiner Ermordung bei Hansen war und dort vergeblich um Verzeihung gebeten hatte.

## Aufführung
Tod an der Ostsee wurde am 24. Juni 2013 beim Festival des deutschen Films in Ludwigshafen uraufgeführt und am 28. Juni 2013 auf Arte erstausgestrahlt.

## Kritik
„Fabelhafte schauspielerische Leistungen, unerwartete Schnitte, sensible Kamerafahrten und ein fast schon dokumentarischer Blick auf die Dorfgemeinschaft machen die Qualität der Koproduktion von Arte und ZDF aus. Regie führte Martin Enlen, der bereits mehrere ‚Tatort‘-Folgen inszeniert hat. Mit diesen Quotenknallern vom Sonntagabend kann ‚Tod an der Ostsee‘ durchaus mithalten.“

„‚Tod an der Ostsee‘ ist Verrat an der Geduld des Publikums“

„Unter der Regie von Martin Enlen […] schläft die Krimihandlung bisweilen ein, und die Auflösung ist für Genrekenner viel zu leicht zu erraten. [Fazit:] Ein herber Dorfkrimi mit Licht und Schatten“

## Auszeichnungen
Autor Jürgen Werner erhielt einen der drei erstmals beim Festival des deutschen Films 2013 vergebenen Drehbuchpreise.